# سیستم ارزیابی عملکرد کلاس
سیستم دیجیتالی ارزیابی عملکرد کلاس درس یک روش دیجیتال برای ثبت پیشرفت آموزشی دانش آموزان به صورت روزانه است. همهٔ دانش آموزان با در اختیار داشتن یک کنترل دکمه‌ای ارسال پاسخ که بسیار کوچک، سبک و قابل استفاده با یک دست است می‌توانند پاسخ سوالات شفاهی، کتبی یا سوالات مندرج در صفحهٔ نمایش را با فشار دکمه ارسال کنند. دستگاه دریافت کنندهٔ پاسخ قابلیت نصب به پورت یو اس بس را دارد و به دلیل حجم کوچک، سیستم نوری و نصب راحت قابلیت نصب، جدا سازی و انتقال توسط معلم از یک کلاس به کلاس دیگری را دارد.
معلم می‌تواند عملکرد روزانهٔ دانش آموز را در چند ثانیه جمع، تحلیل و گزارش کند و گزارش‌های تصویری یا کاغذی آن را جهت اطلاع والدین یا ثبت در پروندهٔ ارزیابی دانش آموزان استخراج کند.
از جمله مزایای سیستم دیجیتالی ارزیابی عملکرد کلاس درس ایجاد تعامل بالا بین معلم و دانش آموزان، توجه به تفاوت‌های فردی درگیری مداوم در جریان یادگیری است. امکانات CPS بیشتر برای تحلیل سوالات دو گزینه‌ای، بلی - خیر، کوتاه پاسخ، جور کردنی و چند گزینه‌ای یا به‌طور کلی سوالات عینی به کار می‌رود.
نسخه‌های متنوعی از سیستم‌های دیجیتالی مدیریت عملکرد کلاس وجود دارد که جدیدی‌ترین آن‌ها دستگاه CPS IR است. این دستگاه دارای یک کنترل و یک دریافت کننده است. دستگاه کنترل به تعداد دانش آموزان تهیه می‌شود. از طریق هشت دکمه‌ای الفبایی دانش آموزان می‌توانند پاسخ سوالات چند گزینه‌ای را وارد کنند. دستگاه دریافت کننده که به کامپیوتر وصل است هم‌زمان پاسخ همهٔ دانش آموزان را ثبت وتحلیل می‌کند.